# Oneta (ort i Spanien)
Oneta är en ort i Spanien.   Den ligger i provinsen Province of Asturias och regionen Asturien, i den nordvästra delen av landet, 400 km nordväst om huvudstaden Madrid. Oneta ligger 326 meter över havet och antalet invånare är 125.
Terrängen runt Oneta är kuperad. Runt Oneta är det ganska glesbefolkat, med 23 invånare per kvadratkilometer. Närmaste större samhälle är Navia, 8,8 km nordväst om Oneta. I omgivningarna runt Oneta växer i huvudsak blandskog.